# Albita
L'albita és un mineral del grup dels silicats. El seu nom és del llatí albus, que significa “blanc” pel seu color més usual. Hi ha dipòsits d'albita a la Península del Labrador i la península Escandinava. A Espanya es troba a Astúries, Província de Cadis i Málaga. A Catalunya es troba a Llançà. S'usa en la fabricació de vidre i ceràmica i en la indústria de materials refractaris.

## Característiques
Terme extrem de la sèrie isomorfa de les plagiòclasis, solucions sòlides de composició variable, entre l'albita, sòdica i l'anortita, càlcica, a través de tota una sèrie de termes intermedis: oligoclasa, andesina, labradorita i bytownita. És dura, lleugera, transparent o translúcida; pols de color blanc. Insoluble en àcids, a excepció de l'àcid fluorhídric en què es descompon deixant un residu gelatinós de sílice; es fon amb força dificultat acolorint la flama de groc (sodi).
Segons la classificació de Nickel-Strunz, l'albita pertany a «09.FA - Tectosilicats sense H₂O zeolítica, sense anions addicionals no tetraèdrics» juntament amb els següents minerals: kaliofil·lita, kalsilita, nefelina, panunzita, trikalsilita, yoshiokaïta, megakalsilita, malinkoïta, virgilita, lisitsynita, adulària, anortoclasa, buddingtonita, celsiana, hialofana, microclina, ortosa, sanidina, rubiclina, monalbita, andesina, anortita, bytownita, labradorita, oligoclasa, reedmergnerita, paracelsiana, svyatoslavita, kumdykolita, slawsonita, lisetita, banalsita, stronalsita, danburita, maleevita, pekovita, lingunita i kokchetavita.

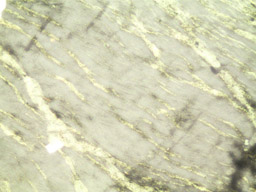
Pertites d'albita (blanc) segregades d'un feldespat potàssic (gris) vistes a través d'un microscopi petrogràfic

## Ambient de formació
Constitueix un component essencial de les roques eruptives plutòniques àcides (granits, sienites, pegmatites), en la varietat denominada de baixa temperatura amb estructura desordenada respecte a la d’elevada temperatura. Present en micaesquists, gneis i en venes de segregació que travessen aquestes roques, també en roques lítiques alpines. Pot formar-se a partir de plagiòclasis riques en calci a través del fenomen d'albitització, que consisteix en descomposició del mineral càlcic en albita secundària i calcita.
Als territoris de parla catalana ha estat descrita a Riudarenes, a la comarca de la Selva, i a la Sèrra de Horno, una serra situada al municipi de Vielha e Mijaran (Vall d'Aran).